# Sadismus a masochismus

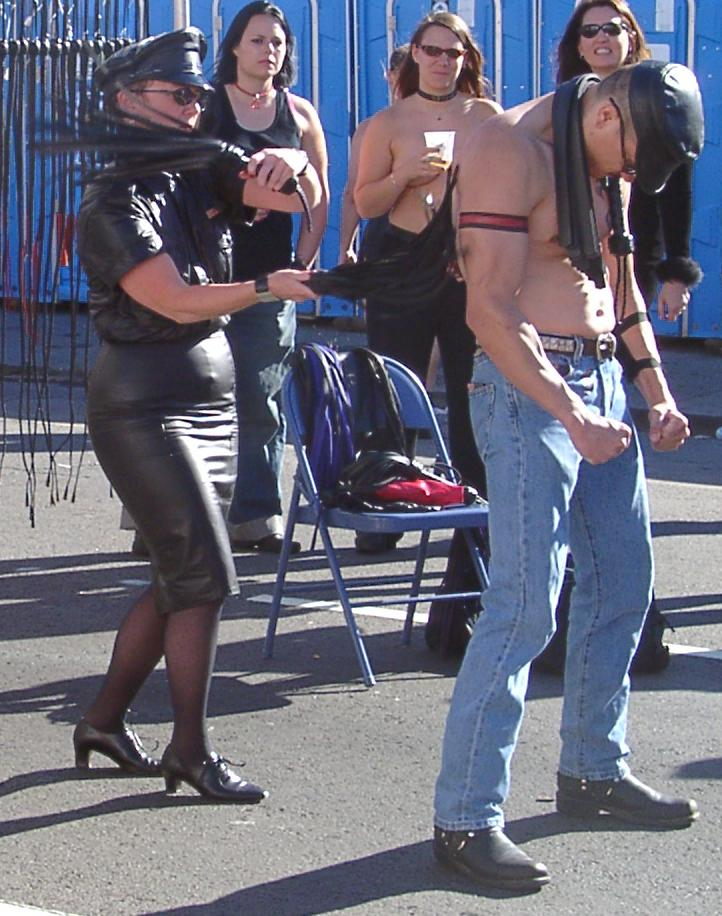
Bičování je jednou ze sadomasochistických praktik

Sadismus je sexuální potěšení při způsobování bolesti jinému jedinci. Označení je odvozeno od jména francouzského spisovatele markýze de Sade.
Masochismus je opak sadismu. Je to sexuální potěšení, při kterém je jedinec vzrušen bolestí, která je mu způsobována. Masochismus je pojmenován podle spisovatele Leopolda von Sacher-Masocha.
Oba jevy jsou v jistém smyslu komplementární.
Sadomasochismus je termín zobecňující chování se znaky sadismu či masochismu. Jde o pojmenování aktivity jako jevu, na rozdíl od shora uvedených pojmů, označujících chování jedince. Někteří (zejména lidé ho praktikující) ho považují za formálně nesprávný. Sadomasochismus pak považují za formu sexuální orientace, čímž míní vrozenou charakteristiku osobní sexuality. Praktiky obecně nazývané sadomasochismem obvykle spadají pod BDSM.
Sadomasochistické praktiky překračující meze obecné přijatelnosti bývají považovány za sexuální úchylku.

## Klinický pohled
V klinickém významu se pojmy sadismus a masochismus označuje spíše osobní sklon nežli konkrétní praktiky. Statistické a diagnostické manuály (DSM, MKN) řadí sadomasochismus, sadismus a masochismus mezi parafilie.

## Právní souvislosti
V České republice je trestná výroba a šíření pornografických materiálů, v nichž se projevuje násilí či neúcta k člověku. Podle § 191 zákona č. 40/2009 Sb. (trestní zákoník) může být osoba, která se dopustí výše uvedeného, potrestána odnětím svobody až na jeden rok. Naopak držení takovýchto materiálů, na rozdíl třeba od dětské pornografie, zákon neporušuje (resp. jej zákon nevzpomíná).